# Unplugged (Stone Temple Pilots)
Unplugged è il primo album dal vivo della band grunge Stone Temple Pilots, pubblicato nel 1993.
Come tutte le esibizioni Unplugged anche questa si svolse a New York, e come tutte le esibizioni di questo tipo fu ripresa e mandata in onda mondiale da MTV il 17 novembre 1993. L'album presenta alcuni brani tratti dal primo album Core; questa esibizione rimase soprattutto memorabile perché il brano Big Empty venne eseguito per la prima volta dal vivo. Fra gli altri brani c'è anche Andy Warhol cover di David Bowie, e Sex Type Thing, che fu inserita nell'album come bonus track. Ospiti dell'album sono Shawn Tubbs e Lonnie Tubbs.

## Track List
1. Crackerman - 3:42
2. Creep - 5:45
3. Andy Warhol - 3:09
4. Plush - 5:40
5. Big Empty - 5:03
6. No Memory/Sin - 7:25
7. Wicked Garden - 4:16
8. Sex Type Thing [bonus track] - 4:30

## Formazione
- Scott Weiland - voce
- Dean DeLeo - chitarra acustica
- Shawn Tubbs - chitarra acustica e voce secondaria
- Robert DeLeo - basso acustico e voce secondaria
- Lonnie Tubbs - percussioni
- Eric Kretz - batteria e percussioni